# L. C. Greenwood
L. C. Henderson Greenwood (* 8. September 1946 in Canton, Mississippi, USA; † 29. September 2013 in Pittsburgh, Pennsylvania) war ein US-amerikanischer American-Football-Spieler. Er spielte als Defensive End in der National Football League (NFL) bei den Pittsburgh Steelers.

## Jugend
L. C. Greenwood wurde als Sohn eines Fabrikarbeiters in Canton geboren. Er hatte acht jüngere Geschwister und besuchte in seiner Geburtsstadt die High School. Dort spielte er zunächst Basketball und American Football, bevor er sich entschloss, sich auf American Football zu beschränken.

## Spielerlaufbahn

### Collegekarriere
L. C. Greenwood erhielt nach seinem Schulabschluss ein Stipendium an der University of Arkansas at Pine Bluff. Dort spielte er für die Golden Lions von 1966 bis 1969 College Football als Defensive End.

### Profikarriere
Im Jahr 1969 hatte Chuck Noll das Traineramt bei den Pittsburgh Steelers übernommen. Die Steelers waren in den Vorjahren eine der schlechtesten Mannschaften der NFL gewesen. Sie drafteten im Jahr 1969 L. C. Greenwood erst in der zehnten Runde an 238 Stelle, konnten aber im selben Jahr mit Joe Greene einen wichtigen Baustein für die zukünftige Abwehr der Steelers verpflichten. Zusammen Greene und weiteren Spielern, wie Dwight White und Ernie Holmes die in den nächsten Jahren verpflichtet werden konnten, entwickelte sich die Defensive Line der Mannschaft aus Pittsburgh zu einem wichtigen Bestandteil der Steelers und ging als Steel Curtain in die NFL Geschichte ein.
Der Erfolg stellte sich für die Mannschaft von Greenwood allerdings nicht sofort sein. Das Team gewann im Jahr 1969 nur eines von 14 Spielen. Die Erfolglosigkeit der Mannschaft hielt allerdings nicht lange an. In den nächsten Jahren wurden zahlreiche erfolgversprechende Nachwuchsspieler, wie Jack Ham, Franco Harris, Lynn Swann, Mel Blount oder John Stallworth verpflichtet. Die Steelers entwickelten sich zu einem Spitzenteam in der NFL.
Nachdem Greenwood mit seinem Team in den Jahren 1972 und 1973 in die Play-offs einziehen konnte, aber jeweils nicht zu Meisterehren kam, gelang im Jahr 1974 der erste große Erfolg. Die Steelers hatten im AFC Championship Game die von John Madden betreuten Oakland Raiders mit 24:13 besiegt und waren dadurch in den Super Bowl IX eingezogen. Greewood konnte im Spiel gegen die Raiders deren Quarterback Ken Stabler hinter der Line of Scrimmage einmal zu Fall (Sack) bringen und so zum Erfolg seiner Mannschaft beitragen. Er und sein Team gewannen den Super Bowl danach gegen die Minnesota Vikings mit 16:6. In dem Spiel gelang es Greenwood drei Pässe des gegnerischen Quarterbacks Fran Tarkenton abzuwehren. Im folgenden Jahr gelang Greenwood die Titelverteidigung. Im AFC Championship Game wurden erneut die Raiders bezwungen, diesmal mit 16:10. Gegner im anschließenden Super Bowl X waren die von Tom Landry trainierten Dallas Cowboys, die sich den Steelers mit 21:17 geschlagen geben mussten. Greenwood gelang es den Quarterback der Cowboys, Roger Staubach insgesamt viermal hinter der Anspiellinie zu Fall zu bringen und trug somit maßgeblich zum Sieg seiner Mannschaft bei.
Auch in den folgenden Jahren blieben die Steelers ein Spitzenteam in der NFL. 1978 konnte L. C. Greenwood seinen dritten Super Bowl gewinnen. Die Steelers mussten sich im AFC Championship Game mit den Houston Oilers auseinandersetzen, die allerdings bei ihrer 34:5-Niederlage keine Chance gegen die Mannschaft von Greenwood hatten. Greenwood konnte in dem Spiel erneut zweimal den gegnerischen Quarterback hinter der Anpiellinie zu Fall bringen. Sein Team traf im Super Bowl XIII erneut auf die Cowboys. Der Defense um Greenwood und Joe Green gelang es in dem Spiel, den Quarterback der Mannschaft aus Dallas Roger Staubach bis Mitte des vierten Spielviertels unter Kontrolle zu halten. Greene erzielte dabei einen Sack gegen Staubach. Die Steelers führten dank einer starken Leistung ihres Quarterbacks Terry Bradshaw bis dahin mit 35:17 und sahen bereits wie der sichere Sieger aus. Staubach konnte allerdings innerhalb kürzester Zeit noch zwei Touchdownpässe werfen, die letztendlich aber nichts mehr an der 35:31-Niederlage seiner Mannschaft änderten. 1979 feierte L. C. Greenwood dann den vierten Super-Bowl-Erfolg. Im AFC Meisterschaftsspiel traf er mit seiner Mannschaft wiederum auf die Oilers, die mit einer 27:13-Niederlage den Platz verlassen mussten. Erneut gelang Greewood ein Sack. Die Los Angeles Rams waren diesmal der Kontrahent im Super Bowl XIV und mussten sich mit 31:19 den Steelers geschlagen geben.
L. C. Greewood beendete 1981 seine Spielerlaufbahn. Mit 73,5 Sacks befindet er sich nach wie vor an zweiter Stelle der teaminternen Bestenliste der Steelers. Seine vier Sacks im Super Bowl X stellen ein immer noch bestehender Rekord für ein Endspiel dar.

## Ehrungen
Greenwood wurde insgesamt sechsmal in den Pro Bowl gewählt, dem Saisonabschlussspiel der besten Spieler der abgelaufenen Saison. Er wurde zudem sechsmal zum All Pro gewählt und befindet sich in der Ruhmeshalle seines Colleges sowie in der Black College Hall of Fame. Die Pittsburgh Steelers nahmen ihn im Jahr 2007 in ihr All Time Team auf.

## Nach der Karriere
L. C. Greewood wurde nach seiner Karriere ein erfolgreicher Geschäftsmann. Daneben betätigte er sich als Schauspieler in Werbespots. Er war in verschiedenen Organisationen sozial engagiert. Er starb im Jahr 2013 an Nierenversagen und wurde auf dem Priestley Chapel M. B. Church Cemetery in Canton beerdigt.

## Quelle
- Jens Plassmann: NFL – American Football. Das Spiel, die Stars, die Stories (= Rororo 9445 rororo Sport). Rowohlt, Reinbek bei Hamburg 1995, ISBN 3-499-19445-7.